# Campeonato de Euskadi del Cuatro y Medio 2006
La XVIII edición del Campeonato de Euskadi del Cuatro y Medio, competición de pelota vasca en la variante de pelota mano profesional de primera categoría, se disputó en el año 2006. Fue organizada conjuntamente por Asegarce y ASPE, las dos principales empresas dentro del ámbito profesional de la pelota a mano.
Juan Martínez de Irujo fue el campeón, después de vencer por 22 a 21 a Abel Barriola en la final disputada en el Frontón Ogueta de Vitoria el día 17 de diciembre de 2006.

## Primera ronda
| Fecha    | Frontón y localidad           | Rojo              | Azul          | Tanteo |
| -------- | ----------------------------- | ----------------- | ------------- | ------ |
| 14/10/06 | Labrit, Pamplona              | Capellán          | Bengoetxea VI | 10-22  |
| 07/10/06 | Labrit, Pamplona              | Agirre            | Galarza V     | 20-22  |
| 13/10/06 | Madalensoro, Oyarzun          | Olaizola I        | Chafee        | 22-20  |
| 06/10/06 | Municipal de Larrondo, Lujua  | Leiza             | Berasaluze IX | 18-22  |
| 08/10/06 | Municipal de Bergara, Vergara | Eugi              | Arretxe II    | 22-11  |
| 15/10/06 | Municipal de Bergara, Vergara | Koka              | González      | 11-22  |
| 12/10/06 | Municipal de Bergara, Vergara | Barriola          | Peñagarikano  | 22-04  |
| 16/10/06 | Beotibar, Tolosa              | Martínez de Irujo | Saralegi      | 22-19  |

## Octavos de final
| Fecha    | Frontón y localidad           | Rojo              | Azul          | Tanteo |
| -------- | ----------------------------- | ----------------- | ------------- | ------ |
| 21/10/06 | Labrit, Pamplona              | Eugi              | Bengoetxea VI | 16-22  |
| 23/10/06 | Beotibar, Tolosa              | Galarza V         | González      | 12-22  |
| 20/10/06 | Gurea, Azcoitia               | Olaizola I        | Barriola      | 17-22  |
| 22/10/06 | Municipal de Bergara, Vergara | Martínez de Irujo | Berasaluze IX | 22-15  |

## Cuartos de final
| Fecha    | Frontón y localidad               | Rojo              | Azul                | Tanteo |
| -------- | --------------------------------- | ----------------- | ------------------- | ------ |
| 28/10/06 | Labrit, Pamplona                  | Titín III         | Bengoetxea VI       | 22-11  |
| 28/10/06 | Municipal de Balmaseda, Balmaseda | Olaizola II       | González            | 22-08  |
| 29/10/06 | Municipal de Bergara, Vergara     | Barriola          | Patxi Ruiz (Lesión) | 18-7   |
| 27/10/06 | Aritzbatalde, Zarauz              | Martínez de Irujo | Xala                | 22-09  |

## Liguilla de Semifinales
| Fecha    | Frontón y localidad | Rojo              | Azul        | Tanteo |
| -------- | ------------------- | ----------------- | ----------- | ------ |
| 12/11/06 | Ogueta, Vitoria     | Titín III         | Olaizola II | 16-22  |
| 11/11/06 | Labrit, Pamplona    | Martínez de Irujo | Barriola    | 22-14  |
| 19/11/06 | Adarraga, Logroño   | Barriola          | Titín III   | 22-16  |
| 18/11/06 | Ogueta, Vitoria     | Martínez de Irujo | Olaizola II | 22-16  |
| 25/11/06 | Labrit, Pamplona    | Martínez de Irujo | Titín III   | 19-22  |
| 26/11/06 | Beotibar, Tolosa    | Barriola          | Olaizola II | 22-20  |

### Clasificación de la liguilla
| Pelotari | Pelotari          | Partidos jugados | Partidos ganados | Partidos perdidos | Puntos a favor | Puntos en contra | Dif. |
| -------- | ----------------- | ---------------- | ---------------- | ----------------- | -------------- | ---------------- | ---- |
| 1        | Martínez de Irujo | 3                | 2                | 1                 | 63             | 52               | +11  |
| 2        | Barriola          | 3                | 2                | 1                 | 58             | 58               | +-0  |
| 3        | Olaizola II       | 3                | 1                | 2                 | 58             | 60               | -2   |
| 4        | Titín III         | 3                | 1                | 2                 | 54             | 63               | -9   |

## Final
| Fecha    | Frontón y localidad | Rojo              | Azul     | Tanteo |
| -------- | ------------------- | ----------------- | -------- | ------ |
| 17/12/07 | Ogueta, Vitoria     | Martínez de Irujo | Barriola | 22-21  |

- Datos: Q8257726